# Sweyhat
Tell es-Sweyhat (Jebel Aruda) is een archeologische vindplaats in het noorden van Syrië.
De plaats is gelegen aan de bovenloop van de Eufraat en zou verzwolgen zijn door de wateren van het Assadmeer, ontstaan door de aanleg van de Tabqadam in de jaren 1970, ware het niet dat de ingenieurs een rekenfout gemaakt hadden waardoor het water van het meer nooit verder dan op ongeveer 4 km afstand van Sweyhat kwam.
De destijds inderhaast begonnen opgravingen hebben zich daardoor, zij het met onderbrekingen, over een aantal decennia kunnen uitstrekken en hebben een aantal verrassende resultaten opgeleverd. Sweyhat was al in de Vroege Bronstijd van het 3e millennium v.Chr. een fikse en bloeiende stad. Dit was een verrassing omdat de omgeving ogenschijnlijk geen bloeiende stad onderhouden kon. Na de hernieuwing van de opgravingen in 1989 bleek de stad al in het 4e millennium gesticht te zijn en na een bloeitijd in het 3e pas vroeg in het tweede millennium een snelle neergang ondergaan te hebben. Wat precies de economische basis was en hoe deze teloorging is nog altijd niet duidelijk. De stad raakte uiteindelijk onbewoond, hoewel er in de tijd na Alexander de Grote wel weer van kleinschalige bewoning sprake was.
In de bloeitijd raakte de stad betrokken bij de grote politiek van Mesopotamië. Het is mogelijk dat in Ebla de stad bekendstond als Burman. Deze stad stond bekend om haar grote kuddes schapen en geiten. De ondergang van Mari, een andere rivaal aan de bovenloop van de Eufraat door toedoen van Sargon van Akkad, schijnt een periode van macht en welvaart ingeluid te hebben. Grafresten geven aan dat de stad handel dreef met vergelegen streken. Er wordt bijvoorbeeld koper, tin, halfedelstenen en schelpen gevonden.